# László Qiriko
László Qiriko (26 ottobre 1964) è un ex calciatore ed ex giocatore di calcio a 5 ungherese.

## Carriera
Con la nazionale maschile di calcio a 5 dell'Ungheria, Qiriko ha disputato il FIFA Futsal World Championship 1989 nel quale la selezione magiara è stata eliminata nel girone del secondo turno, comprendente Paesi Bassi, Belgio e Italia. Nel torneo, Qiriko ha realizzato due reti, contro Paesi Bassi e Arabia Saudita.